# Finale UEFA Champions League 1997
De UEFA Champions Leaguefinale van het seizoen 1996/97 is de vijfde finale in de geschiedenis van de Champions League. De wedstrijd vond plaats op 28 mei 1997 in het Olympiastadion in München. Titelverdediger Juventus stond voor de tweede keer op rij in de finale. Voor het Duitse Borussia Dortmund was het de eerste finale.

## Voorgeschiedenis
De finale van de Champions League was een heruitgave van de UEFA Cupfinale van 1993. Toen stonden Dortmund en Juventus ook al tegenover elkaar. De finale werd toen over twee wedstrijden gespeeld. De Italianen waren telkens de sterkste. Twee seizoenen later namen Dortmund en Juventus het tegen elkaar op in de halve finale van de UEFA Cup. Opnieuw trok Juventus aan het langste eind. Enkele maanden later belandden de twee clubs in dezelfde groep in de Champions League. Juventus werd groepswinnaar en stootte samen met Dortmund door naar de kwartfinale. Juventus sloot het toernooi uiteindelijk af als winnaar.
Bij Dortmund speelden heel wat ex-spelers van Juventus. Paulo Sousa, Júlio César da Silva, Andreas Möller, Jurgen Kohler en Stefan Reuter verdedigden enkele jaren eerder nog de kleuren van de club uit Turijn. Júlio César was er in de finale niet bij.
Het was overigens de eerste keer dat een Duitse club de finale van de Champions League haalde. De wedstrijd vond bovendien ook plaats in Duitsland. Net als in 1993 werd de finale georganiseerd in het Olympiastadion in München.

## Nasleep
De Champions Leaguefinale van 1997 werd achteraf gezien de finale van de invallers. Eerst was er het magistrale doelpunt van Alessandro Del Piero, die op aangeven van Alen Bokšić scoorde met een hakje.
Nadien was het de beurt aan Lars Ricken, een jeugdproduct van Borussia Dortmund. Hij viel in en scoorde al na 16 seconden. De jonge aanvaller trapte de bal vanaf 20 meter achter doelman Angelo Peruzzi en maakte zich zo onsterfelijk onder de Duitse supporters. Het is tot op heden het snelste doelpunt na een invalbeurt in de Champions League.

### Wedstrijddetails
|                           |                            |       |               |                                                                                      |
| 28 mei 1997 20:30 (UTC+2) | Borussia Dortmund          | 3 – 1 | Juventus      | Olympiastadion, München Toeschouwers: 59.000 Scheidsrechter: Sándor Puhl (Hongarije) |
| 28 mei 1997 20:30 (UTC+2) | Riedle 29', 34' Ricken 71' |       | 64' Del Piero | Olympiastadion, München Toeschouwers: 59.000 Scheidsrechter: Sándor Puhl (Hongarije) |

| Dortmund | Juventus |

| Borussia Dortmund: |    |                    |            |
|                    |    |                    |            |
| GK                 | 1  | Stefan Klos        |            |
| RB                 | 7  | Stefan Reuter      |            |
| CB                 | 15 | Jürgen Kohler      |            |
| CB                 | 6  | Matthias Sammer    |            |
| CB                 | 16 | Martin Kree        |            |
| LB                 | 17 | Jörg Heinrich      |            |
| CM                 | 14 | Paul Lambert       |            |
| CM                 | 19 | Paulo Sousa        | Kreeg geel |
| AM                 | 10 | Andreas Möller     | 89'        |
| CF                 | 13 | Karl-Heinz Riedle  | 67'        |
| CF                 | 9  | Stéphane Chapuisat | 70'        |
| Wisselspelers:     |    |                    |            |
| GK                 | 12 | Wolfgang de Beer   |            |
| DF                 | 18 | Lars Ricken        | 70'        |
| MF                 | 8  | Michael Zorc       | 89'        |
| MF                 | 23 | René Tretschok     |            |
| FW                 | 11 | Heiko Herrlich     | 67'        |
| Coach:             |    |                    |            |
| Ottmar Hitzfeld    |    |                    |            |

| Juventus:      |    |                        |            |
|                |    |                        |            |
| GK             | 1  | Angelo Peruzzi         |            |
| RB             | 5  | Sergio Porrini         | 46'        |
| CB             | 2  | Ciro Ferrara           |            |
| CB             | 4  | Paolo Montero          |            |
| LB             | 13 | Mark Iuliano           | Kreeg geel |
| RM             | 7  | Angelo Di Livio        |            |
| DM             | 14 | Didier Deschamps       |            |
| AM             | 21 | Zinédine Zidane        |            |
| LM             | 18 | Vladimir Jugović       |            |
| CF             | 9  | Alen Bokšić            | 88'        |
| LF             | 15 | Christian Vieri        | 73'        |
| Wisselspelers: |    |                        |            |
| GK             | 12 | Michaelangelo Rampulla |            |
| DF             | 22 | Gianluca Pessotto      |            |
| MF             | 20 | Alessio Tacchinardi    | 88'        |
| FW             | 10 | Alessandro Del Piero   | 46'        |
| FW             | 16 | Nicola Amoruso         | 73'        |
| Coach:         |    |                        |            |
| Marcello Lippi |    |                        |            |